# Assiniboine (langue)
Pour les articles homonymes, voir Assiniboine.
L’assiniboine (autonymes nakota, nakoda ou nakona) est une langue siouane parlée dans le Nord-Est du Montana, aux États-Unis, dans les réserves de Fort Belknap et Fort Peck, ainsi qu'au Sud de la Saskatchewan, au Canada dans trois réserves.

## Classification
L'assiniboine fait partie du sous-groupe dakota des langues siouanes. Cependant il diverge assez fortement des autres variétés, telles que le lakhota.

## Écriture
Plusieurs orthographes assiniboines ont été développées, avec des similitudes avec les orthographes du dakota ou du lakota, dont notamment l’orthographe de Fort Belknap (en) et l’orthographe du Fort Peck Community College (en) au Montana, l’orthographe du Saskatchewan Indigenous Cultural Center au Saskatchewan, ou encore l’orthographe siouaniste.
| Lettre        | a   | ą   | b   | c     | c’    | d   | e   | g    | ǧ    | h   | ȟ   | i   | į   | j    | k   | k’   |
| Prononciation | [a] | [ã] | [p] | [tʃʰ] | [tʃʼ] | [t] | [e] | [k]  | [ɣ]  | [h] | [x] | [i] | [ĩ] | [dʒ] | [k] | [k’] |
| Lettre        | m   | n   | o   | p     | p’    | s   | š   | t    | t’   | u   | ų   | w   | y   | z    | ž   | ’    |
| Prononciation | [m] | [n] | [o] | [pʰ]  | [p’]  | [s] | [ʃ] | [tʰ] | [t’] | [u] | [ũ] | [w] | [j] | [z]  | [ʒ] | [ʔ]  |

L’orthographe du Saskatchewan Indigenous Cultural Center a été conçue pour permettre d’utiliser des symboles communs pour l’écriture de l’assiniboine, le lakota et le dakota.

## Phonologie
Les tableaux montrent la phonologie de l'assiniboine.

### Voyelles
|         | Antérieure  | Centrale    | Postérieure |
| ------- | ----------- | ----------- | ----------- |
| Fermée  | i [i] į [ĩ] |             | u [u] ų [ũ] |
| Moyenne | e [e]       |             | o [o]       |
| Ouverte |             | a [a] ą [ã] |             |

### Consonnes
|               |               | Bilabiale | Dentale | Latérale | Palatale | Vélaire | Glottale |
| ------------- | ------------- | --------- | ------- | -------- | -------- | ------- | -------- |
| Occlusives    | Sourdes       |           |         |          |          |         | ʔ [ʔ]    |
| Occlusives    | Sonores       | b [b]     | d [d]   |          |          | g [g]   |          |
| Occlusives    | Aspirées      | p [pʰ]    | t [tʰ]  |          |          | k [kʰ]  |          |
| Occlusives    | Éjectives     | pʼ [pʼ]   | tʼ [tʼ] |          |          | kʼ [kʼ] |          |
| Fricatives    | Sourdes       |           | s [s]   | š [ʃ]    |          | ȟ [x]   | h [h]    |
| Fricatives    | Sonores       |           | z [z]   | ž [ʒ]    |          | ǧ [ɣ]   |          |
| Affriquées    | Sonores       |           |         |          | j [d͡ʒ]   |         |          |
| Affriquées    | Aspirées      |           |         |          | c [t͡ʃʰ]  |         |          |
| Affriquées    | Éjectives     |           |         |          | cʼ [t͡ʃʼ] |         |          |
| Nasales       | Nasales       | m [m]     | n [n]   |          |          |         |          |
| Semi-voyelles | Semi-voyelles | w [w]     |         |          | y [j]    |         |          |